# 喜田川広
喜田川 広（喜田川 廣、きたがわ ひろし、1887年 - 1974年）は日本の牧師であり、日本ナザレン教団創立者で、指導者である。
日本福音連盟2代目会長。

## 生涯
1887年に熊本県に生まれる。少年時代は苦学して中学校まで進んだ。中学5年の時卒業前に渡米して、カリフォルニアの農園労働者のキャンプで働く。その時にナザレン教会の宣教師に出会い、信仰に入り、献身するためパサデナ大学に入学した。同じ時期に渡辺善太、土山鉄次が在籍していた。1913年パサデナ大学で日本人最初の留学生になった松永幾五郎に出会う。松永は後に、ナザレン日本部会の最初の部会長に就任した人物である。
1915年に喜田川はパサデナ大学神学部を卒業して、ステープルス夫妻と共に日本宣教のために帰国する。喜田川は郷里の熊本で伝道を始めて、日本最初のナザレン教会を組織する。更に熊本に聖書学校を作る。そこで、喜田川の弟喜田川四郎や加来国生らが学ぶ。
1922年喜田川は京都に移り、本町教会を設立した。日本伝道は日本人の手で行うべきことになり、第一回日本部会が行われ、松永幾五郎が日本人として最初の部長に、喜田川が聖書学校長に選任された。
1936年にナザレン教団は自給自治に踏み切った。アメリカのナザレン教会本部において日本部会を西部と東部の二部会に分けることが決まり、西部部会長は喜田川広が、東部部会長にはエコールが就任した。
1941年日本ナザレン教団は日本基督教団に加入。ナザレンが所属する日本聖化基督教団は第八部になる。喜田川も日本基督教団の牧師になる。
1947年11月 日本基督教団を離脱して、日本ナザレン教団が再建される。戦後再来日したエコール宣教師を総理として、戦前からの指導者であった喜田川や、諫山修身、木田愛信らが中心となった。
喜田川は真白き富士の根のメロディーで知られる讃美歌「いつかはしらねど」を作詞した。